# Дуванов, Сергей Владимирович
Сергей Владимирович Дуванов (29 января 1953 года, Горький, Горьковская область) — казахстанский журналист, публицист, правозащитник.

## Биография
Родился в г. Горький. Детство и школьные годы провел в сибирском городке Юрга.
В 1971 году за участие в создании подпольной антикоммунистической организации в Алма-Ате был задержан и допрошен сотрудниками КГБ.
В 1980 поступил в Казахский государственный университет на заочное отделение на специальность историка. Параллельно обучению работал социологом в социологической службе Минвуза КазССР. Окончил ВУЗ в 1986 с красным дипломом.
В 1987 году возглавил социологическую службу Гостелерадио КазССР . В это же время выступил совместно с другими активистами-неформалами соорганизатором социально-экологического движение «Инициатива».
В 1988 году за создание Алматинского народного фронта был уволен с Казахского телевидения и отправлен на воинскую службу в воинскую часть под Аягузом.
В 1989 году возглавил неформальную Ассоциацию независимых общественных организаций Казахстана (АНООК).
Позднее выступил, как один соорганизаторов Социал-демократической партии Казахстана, сопредседателем которой являлся до 1992 года.
Позже на базе радио «Макс» был создан телеканал «ТВМ», где Сергей Дуванов вел авторскую программу «Открытая зона». Острота интерактивной дискуссионно-публицистической программы и откровенно политически независимый характер телеканала привели к тому, что власти закрыли сначала телеканал, а затем и радио (в тот момент называвшееся радио «М»).
В течение 1997-98 годов руководил работой продюсерской студии «ТОМ».
В период 1998—2000 годов, возглавил работу независимого информационно-аналитического агентства «Политон» и оппозиционную газету «451 по Фаренгейту». Газета неоднократно закрывалась властями. В конечном итоге газета приостановила свою деятельность.
С 2000 года работал редактором бюллетеня Казахстанского международного бюро по правам человека и соблюдению законности «Права человека в Казахстане и мире». Параллельно с этим открыл оппозиционную газету «Время зеро», а затем «Eurasia.org».
С 2002 года совместно с Нурбулатом Масановым создал дискуссионный клуб «Политон», ставший своеобразным либерально-демократическим клубом в Казахстане.
Помимо издательской и продюсерской деятельности проявил себя в качестве острого публициста, написав более трехсот статей. Одной из главных тем статей того периода был коррупционный скандал, в который было вовлечено руководство страны, получивший название «Казахгейт». Одна из таких статей «Молчание ягнят» в 2002 году дала повод для возбуждения Комитетом Национальной Безопасности уголовного дела по оскорблению чести и достоинства Президента.
В августе того же года накануне поездки в Варшаву, где Дуванова ожидали с выступлением по вопросу о нарушении прав человека в Казахстане, был сильно избит неизвестными в подъезде своего дома. Данный инцидент вызвал ажиотаж внутри страны. Президент РК Н. А. Назарбаев назвал нападение на журналиста провокацией.
28 октября 2002 года накануне своей поездки США, где планировалось выступление Дуванова о ситуации с правами человека в Казахстане, был арестован по подозрению в изнасиловании несовершеннолетней.
Несмотря на отсутствие юридически обоснованных доказательств вины и в условиях грубых нарушений уголовно-процессуального законодательства со стороны правоохранительных органов в ходе предварительного расследования, суд приговорил Сергея Дуванова к трем с половиной годам лишения свободы с отбыванием в колонии общего режима.
Суд вызвал широкую критику, как в Казахстане, так и за рубежом со стороны правозащитных организаций. Наблюдатели от иностранных посольств и эксперты ОБСЕ В марте 2003 г. эксперты ОБСЕ пришли к заключению, что на суде не было представлено достаточных доказательств вины, что версия защиты о фабрикации обвинения не была опровергнута, и что расследование не было ни полным, ни объективным.
9 декабря 2002 году в Нью-Йорке состоялась торжественная церемония награждения выдающихся правозащитников и борцов за гражданские свободы. Награждение было приурочено ко Дню защиты прав человека, который отмечается 10 декабря. Среди других номинантов Международная Лига по правам человека отметила своей наградой казахстанского журналиста Сергея Дуванов.
Награду Сергея, находящегося в то время за решеткой получила его дочь, проживающая в США.
Пока журналист находился в заключении его соратниками был подготовлен и издан сборник его статей. Однако книга так и не дошла до читателей: при перевозе через границу тираж книги был арестован и сожжен во дворе таможни.
Чуть позже в Европе Дуванову была присуждена премия Лоренцо Натали в области журналистики.